# Ель-Фухейс
Ель-Фухейс (араб. الفحيص) — місто в Йорданії. Розташоване в долині Ваді-Шуайб у провінції Ель-Балка, за 20 кілометрів на північний захід від Амману, столиці країни. Населення міста становить 18 916 осіб, з яких абсолютна більшість є християнами.

## Історія
Під час археологічних розкопок в Ель-Фухейсі була виявлена кругла будівля з білого вапняку, яка датується залізною та візантійською добою. Ця будівля була перероблена в церкву за правління Аюбідів та Мамелюків. Результати досліджень у місцевості вказують на колишнє густе заселення території або те, що поселення мало військове призначення. Руїни оточені невеликими викопаними колодязями та закритими резервуарами для води, які з'єднані між собою трубами, вирізаними з каменю. В цій же місцевості буди знайдені базальтові різьблення, а також грецькі літери та хрести, вирізані у вапняку.

## Населення
Приблизно 60% населення Ель-Фухейсу належить до Антіохійської грецької православної церкви, 35% є вірянами Латинського патріархату в Єрусалимі. Мусульмани-суніти та вірменські православні християни становлять решту 5% населення. За часів Османської імперії в 1885 році Латинською парафією міста було відкрито школу, де учні вивчали арабську мову, релігію та математику. Відтоді ця школа розширилася та залишається відкритою і сьогодні.
За даними Йорданського перепису населення 1961 року, з 2946 мешканців Ель-Фухейсу 2391 були християнами.
Влітку населення Ель-Фухейсу збільшується до близько 20 тис. осіб, оскільки багато вихідців міста, які емігрували до США та Європи, повертаються на літні канікули. Висота Ель-Фухейсу над рівнем моря робить його температури влітку достатньо прохолодною.
Ель-Фухейс відомий своїми традиційними співами та танцями під назвою дабке.

## Економіка
Економіка Ель-Фухейса історично зосереджувалась навколо сільського господарства, зокрема вирощування маслин та виноградарства. До того ж, в місті розташована найбільший у Йорданії цементний завод, на якому зайнято близько 70% населення міста.